# Плоть и дьявол
«Плоть и дьявол» (англ. Flesh and the Devil) — американский немой чёрно-белый фильм 1926 года.

## Сюжет
Лео фон Селлентин и Ульрих фон Клецинг ещё в детстве на крови поклялись друг другу в дружбе и преданности. Повзрослев, они вместе поступают в военную академию. Во время каникул Лео знакомится на балу с прекрасной, но несвободной Фелиситас. Между ними начинается роман.
Однажды муж Фелиситас застает Лео в её будуаре и вызывает его на дуэль. На дуэли Лео убивает его. В наказание император отсылает его на дипломатическую службу за границу, что равносильно ссылке. Перед отъездом Лео просит Ульриха позаботиться о Фелиситас.
Проходит три года. Вернувшись, Лео обнаруживает, что его друг и возлюбленная поженились. В отчаянии Лео пытается возродить чувства Фелиситас, и в итоге Ульрих — как её супруг — не может не вызвать его на поединок. Спеша к месту дуэли, Фелиситас проваливается под лёд на реке, и её смерть спасает дружбу Лео и Ульриха.

## В ролях
- Грета Гарбо — Фелиситас
- Джон Гилберт — Лео фон Селлентин
- Ларс Хансон — Ульрих фон Клецинг